# Najważniejsze to kochać
Najważniejsze to kochać (fr. L'important c'est d'aimer) – melodramat z 1974 roku w reżyserii Andrzeja Żuławskiego, zrealizowany w koprodukcji francusko-włosko-niemieckiej na podstawie powieści Noc amerykańska Christophera Franka. Jest to pierwszy film nakręcony przez Żuławskiego poza Polską. Film otrzymał pozytywne recenzje krytyków, zapewniając odtwórczyni głównej roli Romy Schneider nagrodę Cezar za najlepszą rolę żeńską.

## Fabuła
Fotograf Servais poznaje Nadine Chevalier, starzejącą się, zmęczoną światem, niedoszłą gwiazdę filmową, która do tej pory występowała jedynie w tanich filmach pornograficznych. Chcąc zdobyć jej uczucie, Servais pożycza pieniądze od swoich pracodawców, aby wystawić Ryszarda III z Nadine w roli Lady Anne. Początkowo chłodna i sceptyczna, Nadine stopniowo zakochuje się w Servaisie, a w końcu staje się rozdarta między nim a swoim mężem Jakiem, wobec którego czuje się moralnie zobowiązana.

## Obsada
- Romy Schneider – Nadine Chevalier
- Fabio Testi – Servais Mont
- Jacques Dutronc – Jacques Chevalier
- Klaus Kinski – Karl-Heinz Zimmer
- Claude Dauphin – Mazelli
- Roger Blin – ojciec Servaisa
- Gabrielle Doulcet – Pani Mazelli
- Michel Robin – Raymond Lapade
- Guy Mairesse – Laurent Messala
- Jacques Boudet – Robert Beninge
- Katia Tchenko – Myriam, prostytutka
- Nicoletta Machiavelli – Luce, żona Lapade'a
- Paul Bisciglia – asystant reżysera

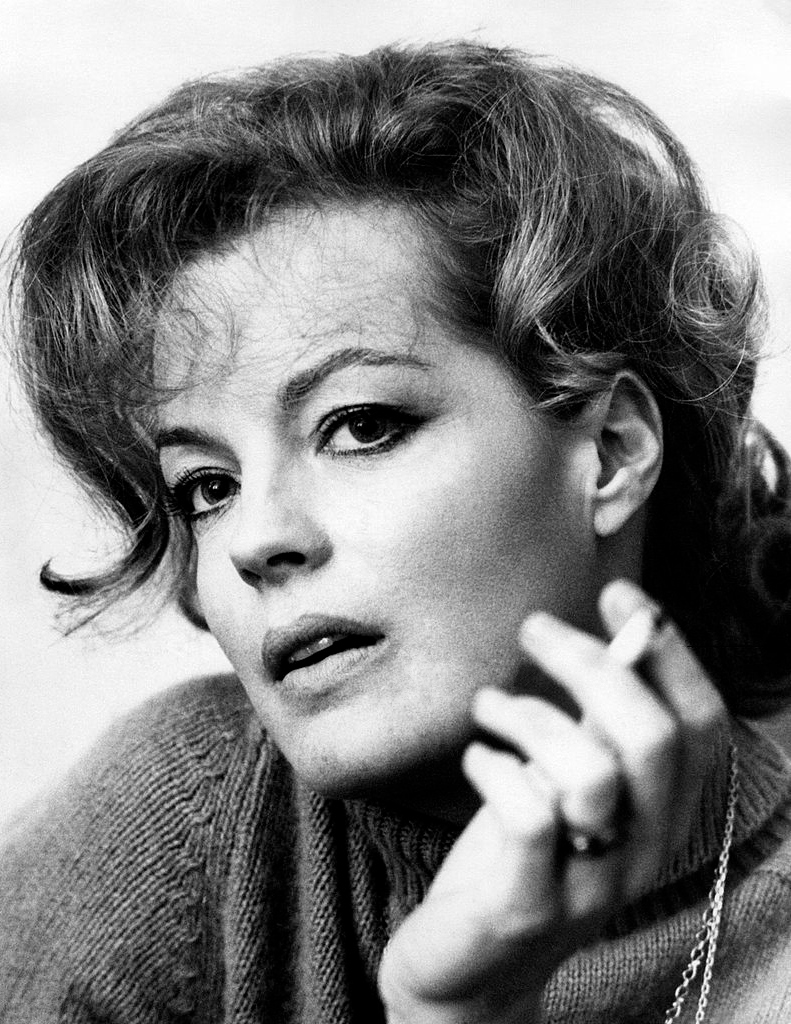
Romy Schneider
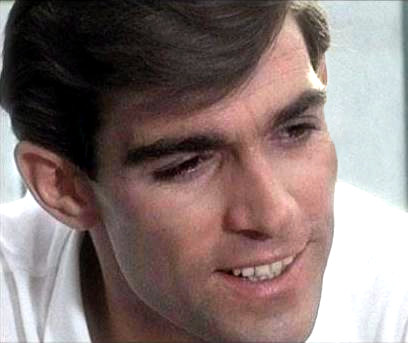
Fabio Testi
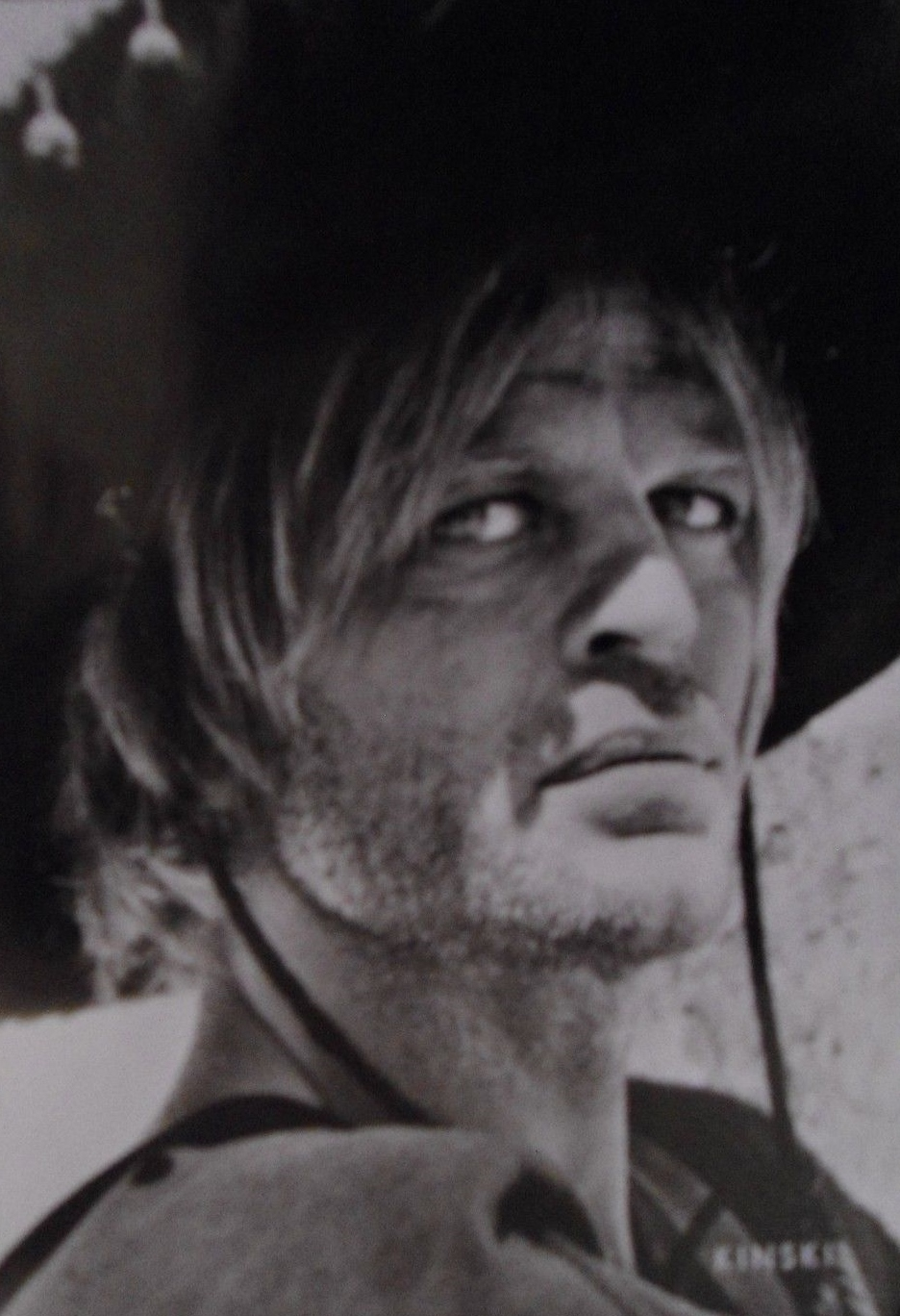
Klaus Kinski
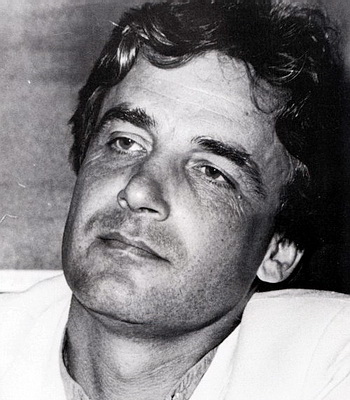
Andrzej Żuławski, reżyser filmu
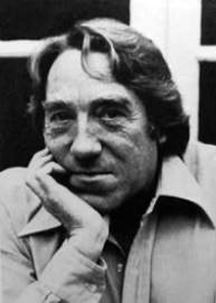
Georges Delerue, kompozytor muzyki do filmu

## Odbiór
Najważniejsze to kochać został dobrze przyjęty przez krytyków. Frank Scheck z pisma „The Hollywood Reporter” był pod wrażeniem zdolności aktorskich Romy Schneider, zwłaszcza w końcówce filmu po rozstaniu z mężem: „W tej scenie, jak i w wielu innych, Schneider obnaża się fizycznie i emocjonalnie z fascynującą intensywnością”. Jeremiah Kipp z magazynu „Slant” chwalił muzykę Georges’a Delerue, jak również grę aktorską Schneider, która w jego ocenie przewyższa nawet grę Isabelle Adjani z późniejszego Opętania Żuławskiego. Ben Sachs z „Chicago Readera” kładł nacisk na niezwykły styl filmowy Żuławskiego: „Sceny szekspirowskie następują po sadomasochistycznych sesjach porno; wyznania romantycznej miłości pojawiają się pomiędzy obrazami gwałtownej przemocy. Reżyser łączy te rozbieżne elementy z jednolitą emocjonalną siłą; niezależnie od tego, co dzieje się na ekranie, bohaterowie reagują głębokim, czasem przerażającym uczuciem”. Melissa Anderson z „The Village Voice” odnotowała, że Żuławski we Francji stał się przedmiotem kultu, a francuscy krytycy o jego późniejszych filmach rozpisywali się, używając określenia Zulawskien, konotującego przesadę. Sama zaś Anderson uznała Najważniejsze to kochać za film „nieumiarkowany, krzykliwy, oburzający i nie do przeoczenia”.